# Nick Kyrgios
Nick Kyrgios, właśc. Nicholas Hilmy Kyrgios (ur. 27 kwietnia 1995 w Canberze) – australijski tenisista pochodzenia grecko-malezyjskiego, triumfator Australian Open 2022 w grze podwójnej, a także Australian Open 2013 w grze pojedynczej chłopców i French Open 2012 oraz Wimbledonu w latach 2012 i 2013 w grze podwójnej chłopców, finalista Wimbledonu 2022 w grze pojedynczej, zdobywca Pucharu Hopmana w 2016 roku, lider rankingu juniorskiego ITF.
Najwyżej sklasyfikowany w rankingu ATP w singlu był na 13. miejscu (24 października 2016), a w deblu na 11. pozycji (7 listopada 2022).

## Życie prywatne
Kyrgios rozpoczął grę w tenisa w wieku sześciu lat. Ojciec George pochodzi z Grecji, natomiast matka Norlaila z Malezji. Brat Nicholasa – Christos – jest prawnikiem, a siostra Halimah – aktorką i modelką.
Zanim w wieku 14 lat ostatecznie skoncentrował się na tenisie, był reprezentantem Australii i Australijskiego Terytorium Stołecznego w koszykówce. Kyrgios od 2012 roku trenuje w Australian Institute of Sport.

## Kariera tenisowa

### Kariera juniorska
W 2012 roku zwyciężył w dwóch juniorskich deblowych turniejach wielkoszlemowych: we French Open oraz na Wimbledonie. W zawodach tych tworzył parę razem z Andrew Harrisem. W pierwszym finale pokonali Adama Pavláska i Václava Šafránka 6:4, 2:6, 10–7, natomiast w drugim meczu mistrzowskim zwyciężyli z Matteo Donatim i Pietro Licciardim 6:2, 6:4. Na US Open wspólnie z Jordanem Thompsonem przegrali w finale z parą Kyle Edmund–Frederico Ferreira Silva wynikiem 7:5, 4:6, 7–10.
W finale gry pojedynczej chłopców podczas Australian Open 2013 pokonał Thanasi Kokkinakisa 7:6(4), 6:3. Na Wimbledonie w tym samym sezonie triumfował w rywalizacji gry podwójnej. Razem ze swoim partnerem deblowym, Kokkinakisem, pokonali w finale 6:2, 6:3 parę Enzo Couacaud–Stefano Napolitano.

### Finały juniorskich turniejów wielkoszlemowych

#### Gra pojedyncza (1–0)
| Końcowy wynik | Rok  | Turniej         | Nawierzchnia | Przeciwnik         | Wynik finału |
| Zwycięzca     | 2013 | Australian Open | Twarda       | Thanasi Kokkinakis | 7:6(4), 6:3  |

#### Gra podwójna (3–1)
| Końcowy wynik | Rok  | Turniej     | Nawierzchnia | Partner            | Przeciwnicy                          | Wynik finału   |
| Zwycięzca     | 2012 | French Open | Ceglana      | Andrew Harris      | Adam Pavlásek Václav Šafránek        | 6:4, 2:6, 10–7 |
| Zwycięzca     | 2012 | Wimbledon   | Trawiasta    | Andrew Harris      | Matteo Donati Pietro Licciardi       | 6:2, 6:4       |
| Finalista     | 2012 | US Open     | Twarda       | Jordan Thompson    | Kyle Edmund Frederico Ferreira Silva | 7:5, 4:6, 7–10 |
| Zwycięzca     | 2013 | Wimbledon   | Trawiasta    | Thanasi Kokkinakis | Enzo Couacaud Stefano Napolitano     | 6:2, 6:3       |

### Kariera zawodowa

#### Sezon 2013
W 2013 roku podczas Australian Open Kyrgios zadebiutował w kwalifikacjach do wielkoszlemowego turnieju zawodowego. W pierwszej rundzie eliminacji przegrał z Bradleyem Klahnem 3:6, 2:6. W tych samych zawodach w konkurencji gry podwójnej razem z Kokkinakisem przegrali w pierwszej rundzie 2:6, 4:6 z rozstawioną z numerem dwunastym parą Rohan Bopanna–Rajeev Ram.
W lutym zwyciężył w Melbourne w swoim pierwszym turnieju rangi ITF Men’s Circuit w grze podwójnej w parze z rodakiem Alexem Boltem. Wkrótce potem w zawodach cyklu ATP Challenger Tour w Sydney zanotował singlowe zwycięstwo i deblowy finał. W kwietniu uczestniczył w dwóch finałach rozgrywek ITF Men’s Circuit w Chinach – w Chengdu i w Yuxi. Udział w drugim zwieńczył triumfem.
W kolejnym turnieju Wielkiego Szlema – na kortach French Open występował z dziką kartą. W pierwszym meczu pokonał Radka Štěpánka 7:6(4), 7:6(8), 7:6(11). W następnym spotkaniu uległ rozstawionemu z numerem dziesiątym Marinowi Čiliciowi 4:6, 2:6, 2:6.
W kwalifikacjach do US Open pokonał Grega Jonesa, João Souzę i Malika al-Dżaziriego, dzięki czemu uzyskał możliwość gry w głównych rozgrywkach. W pierwszej rundzie przegrał z turniejową czwórką, Davidem Ferrerem 5:7, 3:6, 2:6.
We wrześniu Kyrgios zadebiutował w Pucharze Davisa w rozgrywkach play-off o grupę światową. W spotkaniu deblowym razem z Chrisem Guccione przegrali z parą Mariusz Fyrstenberg–Marcin Matkowski 7:5, 4:6, 2:6, 7:6(5), 4:6. Mecz gry pojedynczej przeciw Michałowi Przysiężnemu zakończył się kreczem Polaka przy stanie 4:1 dla rywala. W całej konfrontacji Australia triumfowała 4:1.
Rok zakończył na 182. miejscu w rankingu singlowym ATP World Tour.

#### Sezon 2014
W sezonie 2014 Kyrgios dostał dziką kartę do zawodów wielkoszlemowych w Melbourne. W pierwszej rundzie singla wygrał z Benjaminem Beckerem 6:3, 6:7(5), 6:2, 7:6(2), a w kolejnym spotkaniu przegrał z rozstawionym Benoîtem Pairem 7:6(5), 7:6(5), 4:6, 2:6, 2:6. W grze mieszanej, wspólnie z Ariną Rodionową ulegli w pierwszym meczu Kvěcie Peschke i Marcinowi Matkowskiemu 5:7, 4:6.
W lutym w zawodach ATP World Tour 250 w Memphis Australijczyk dostał dziką kartę, lecz w pierwszej rundzie został wyeliminowany przez Tima Smyczka wynikiem 7:6(5), 4:6, 3:6. W tym samym miesiącu tenisista brał udział w przegranym 0:5 spotkaniu pierwszej rundy grupy światowej Pucharu Davisa z Francją. Kyrgios uległ w meczach singlowych Richardowi Gasquetowi 6:7(3), 2:6, 2:6 i Gaëlowi Monfilsowi 6:7(5), 4:6.
W kwietniu Australijczyk wygrał dwa amerykańskie turnieje ATP Challenger Tour – w Sarasocie i Savannah. W finale pierwszego wygrał z Filipem Krajinoviciem, a drugiego – z Jackiem Sockiem.
We French Open Kyrgios ponownie wystąpił dzięki dzikiej karcie. W pierwszej rundzie uległ grającemu z numerem ósmym Milosowi Raonicowi 3:6, 6:7(1), 3:6.
W zawodach ATP Challenger Tour w Nottingham, poprzedzających trzeci turniej Wielkiego Szlema, Kyrgios odniósł końcowe zwycięstwo, wygrywając w meczu mistrzowskim z Samem Grothem.
Udział na trawiastej nawierzchni Wimbledonu zainaugurował zwycięstwem ze Stéphane’em Robertem 7:6(2), 7:6(1), 6:7(6), 6:2. W kolejnym meczu pokonał Richarda Gasqueta 3:6, 6:7(4), 6:4, 7:5, 10:8, pomimo tego, że Francuz miał dziewięć piłek meczowych. W trzecim spotkaniu Kyrgios wygrał z Jiřím Veselým 3:6, 6:3, 7:5, 6:2, a w pojedynku czwartej rundy pokonał aktualnego lidera rankingu singlowego, rozstawionego z numerem drugim Rafaela Nadala 7:6(5), 5:7, 7:6(5), 6:3. Australijczyk był pierwszym zawodnikiem urodzonym w latach 90. XX wieku, który wygrał z Hiszpanem. W ćwierćfinale przegrał z Milosem Raonicem 7:6(4), 2:6, 4:6, 6:7(4).
W lipcu poinformował o zakończeniu współpracy z dotychczasowym trenerem, Simonem Reą. Australijczyk zawiadomił, że jego trenerami zostaną Josh Eagle i Todd Larkham.
W turnieju rangi ATP World Tour Masters 1000 w Toronto Kyrgios pokonał w pierwszej rundzie Santiago Giraldo 7:6(3), 7:5, a następnie uległ Andy’emu Murrayowi 2:6, 2:6. Podczas US Open pokonał w pierwszej rundzie po czterosetowym pojedynku rozstawionego Michaiła Jużnego. W kolejnym spotkaniu okazał się lepszy od Andreasa Seppiego. W trzeciej rundzie został pokonany przez Tommy’ego Robredo 6:3, 3:6, 6:7(4), 3:6. W deblu nie wygrał spotkania. Na turnieju w Kuala Lumpur rozstawiony Australijczyk przegrał w pierwszej rundzie z Marinkiem Matoševiciem 6:7(4), 6:7(3). Ten sam rezultat osiągnął w grze podwójnej.
Rok zakończył na 52. miejscu w rankingu singlowym ATP World Tour.

#### Sezon 2015
Sezon 2015 Kyrgios miał zainaugurować udziałem w Pucharze Hopmana, z którego ostatecznie wycofał się przed rozpoczęciem rozgrywek. W Sydney przegrał w pierwszej rundzie z Jerzym Janowiczem 1:6, 7:6(6), 6:7(5), a pojedynek pierwszej rundy debla razem z Matoševiciem oddali walkowerem. Na Australian Open reprezentant gospodarzy awansował do ćwierćfinału, pokonując m.in. w pięciosetowych pojedynkach Federica Delbonisa, Édouarda Rogera-Vasselina i Andreasa Seppiego. W spotkaniu o półfinał nie zdołał wygrać z Andym Murrayem, przegrywając 3:6, 6:7(5), 3:6. Pierwszą rundę zanotował w grze podwójnej.
W maju 2015 roku zanotował pierwszy w karierze finał rozgrywek ATP Word Tour, w Estoril przegrywając z Richardem Gasquetem 3:6, 2:6.

#### Sezon 2016
Australijczyk razem z Darją Gawriłową wystąpili w Pucharze Hopmana jako reprezentacja Australii Green. W pojedynkach grupowych pokonali zespół Niemiec 3:0 oraz Wielkiej Brytanii 2:1 i z kompletem zwycięstw awansowali do finału, w którym pokonali Ukrainę 2:0. Następnie przystąpił do Australian Open, gdzie doszedł do 3. rundy, a w rozgrywkach deblowych przegrał po pierwszym meczu (jego partnerem był rodak Omar Jasika).
Po niecałym miesiącu przerwy Kyrgios powrócił do rozgrywek ATP World Tour, tym razem w Marsylii. Wygrał wszystkie spotkania w dwóch setach, co przyczyniło się do pierwszego zwycięstwa w turniejach w tym cyklu, w finale pokonując Marina Čilicia.
Kolejne 2 tytuły Australijczyk zdobył na podłożu twardym, w sierpniu w Atlancie i w październiku w Tokio.
W pozostałych wielkoszlemowych imprezach najdalej dochodził do 4. rundy, podczas Wimbledonu, a łącznie w turniejach tej kategorii zagrał 13 meczów, z których w 9 zwyciężył.
Najlepszy swój wynik w zawodach z serii ATP World Tour Masters 1000 ustanowił w Miami, osiągając półfinał. Był także uczestnikiem ćwierćfinału w Madrycie.

#### Sezon 2017
Sezon Australijczyk zakończył bez tytułu, był natomiast uczestnikiem dwóch finałów. W sierpniu został wicemistrzem zawodów ATP World Tour Masters 1000 w Cincinnati, eliminując m.in. najwyżej rozstawionego w zawodach Rafaela Nadala. Kyrgios został pokonany w finale przez Grigora Dimitrowa 6:3, 7:5. Na początku października australijski tenisista osiągnął finał w Pekinie wygrywając po drodze półfinałową rywalizację z Alexandrem Zverevem (nr 4. ATP), a przegrał 2:6, 1:6 z Rafaelem Nadalem.
Startując w rozgrywkach Wielkiego Szlema Kyrgios najdalej doszedł do drugich rund podczas Australian Open i French Open. W meczu drugiej rundy Australian Open przeciwko Andreasowi Seppiemu poniósł porażkę mimo prowadzenia 2:0 w setach oraz nie wykorzystał jednego meczbola. Seppi w całym meczu triumfował 1:6, 6:7(1), 6:4, 6:2, 10:8.
W imprezach ATP World Tour Masters 1000, oprócz finału w Cincinnati, Kyrgios awansował do ćwierćfinału w Indian Wells eliminując w czwartej rundzie wicelidera rankingu Novaka Đokovicia. Mecz o półfinał z Rogerem Federerem oddał walkowerem przez zatrucie pokarmowe. Australijczyk został również półfinalistą z Miami, ulegając po 3 godz. i 11 min. Federerowi 6:7(9), 7:6(9), 6:7(5).
W zawodach ATP World Tour 250 i ATP World Tour 500 Kyrgios doszedł do dwóch półfinałów w lutym, najpierw w Marsylii, a potem w Acapulco. W Marsylii odpadł z Jo-Wilfriedem Tsongą, a w Acapulco wyeliminował go Sam Querrey. W ćwierćfinale wygrał rywalizację z Novakiem Đokoviciem 7:6(9), 7:5 serwując 25 asów.
Przez cały sezon Kyrgios zmagał się z kontuzjami. Latem, od turnieju w Londynie rozgrywanym w drugiej połowie czerwca do zawodów w Waszyngtonie z początku sierpnia kreczował w trzech kolejnych imprezach, dwukrotnie przez uraz biodra, raz przez prawe ramię. Wiosną zrezygnował w udziału w zawodach ATP World Tour Masters 1000 w Monte Carlo i Rzymie przez problemy z łokciem i biodrem, a jesienią nie zagrał w turniejach w Bazylei i Paryżu przez kontuzję biodra.
Kyrgios regularnie reprezentował w 2017 Australię w Pucharze Davisa. W lutym zdobył punkt w rywalizacji z Czechami, a w kwietniu pomógł Australii pokonać 3:2 Stany Zjednoczone, po zwycięstwach z Johnem Isnerem i Samem Querreyem. We wrześniu Australia zagrała półfinał z Belgią przegrywając 2:3. Kyrgios zdobył najpierw punkt na 1:1 po pięciosetowym meczu ze Steve’em Darcisem, a potem w czterech setach uległ Davidowi Goffinowi.
W całym sezonie 2017 tenisista australijski zagrał 48 meczów, odnosząc 31 zwycięstw, a zakończył rok na 21. miejscu w klasyfikacji ATP.

#### Finały w turniejach ATP Tour
| Legenda                                      |
| -------------------------------------------- |
| Wielki Szlem                                 |
| Igrzyska olimpijskie                         |
| Tennis Masters Cup / ATP Finals              |
| ATP Masters Series / ATP Tour Masters 1000   |
| ATP International Series Gold / ATP Tour 500 |
| ATP International Series / ATP Tour 250      |

##### Gra pojedyncza (7–4)
| Końcowy wynik | Nr | Data                | Turniej           | Nawierzchnia  | Przeciwnik         | Wynik finału          |
| ------------- | -- | ------------------- | ----------------- | ------------- | ------------------ | --------------------- |
| Finalista     | 1. | 3 maja 2015         | Estoril           | Ceglana       | Richard Gasquet    | 3:6, 2:6              |
| Zwycięzca     | 1. | 21 lutego 2016      | Marsylia          | Twarda (hala) | Marin Čilić        | 6:2, 7:6(3)           |
| Zwycięzca     | 2. | 7 sierpnia 2016     | Atlanta           | Twarda        | John Isner         | 7:6(3), 7:6(4)        |
| Zwycięzca     | 3. | 9 października 2016 | Tokio             | Twarda        | David Goffin       | 4:6, 6:3, 7:5         |
| Finalista     | 2. | 20 sierpnia 2017    | Cincinnati        | Twarda        | Grigor Dimitrow    | 3:6, 5:7              |
| Finalista     | 3. | 8 października 2017 | Pekin             | Twarda        | Rafael Nadal       | 2:6, 1:6              |
| Zwycięzca     | 4. | 7 stycznia 2018     | Brisbane          | Twarda        | Ryan Harrison      | 6:4, 6:2              |
| Zwycięzca     | 5. | 3 marca 2019        | Acapulco          | Twarda        | Alexander Zverev   | 6:3, 6:4              |
| Zwycięzca     | 6. | 4 sierpnia 2019     | Waszyngton        | Twarda        | Daniił Miedwiediew | 7:6(6), 7:6(4)        |
| Finalista     | 4. | 10 lipca 2022       | Wimbledon, Londyn | Trawiasta     | Novak Đoković      | 6:4, 3:6, 4:6, 6:7(3) |
| Zwycięzca     | 7. | 7 sierpnia 2022     | Waszyngton        | Twarda        | Yoshihito Nishioka | 6:4, 6:3              |

##### Gra podwójna (4–0)
| Końcowy wynik | Nr | Data             | Turniej                    | Nawierzchnia | Partner            | Przeciwnicy                   | Wynik finału   |
| ------------- | -- | ---------------- | -------------------------- | ------------ | ------------------ | ----------------------------- | -------------- |
| Zwycięzca     | 1. | 26 maja 2018     | Lyon                       | Ceglana      | Jack Sock          | Roman Jebavý Matwé Middelkoop | 7:5, 2:6, 11–9 |
| Zwycięzca     | 2. | 29 stycznia 2022 | Australian Open, Melbourne | Twarda       | Thanasi Kokkinakis | Matthew Ebden Max Purcell     | 7:5, 6:4       |
| Zwycięzca     | 3. | 31 lipca 2022    | Atlanta                    | Twarda       | Thanasi Kokkinakis | Jason Kubler John Peers       | 7:6(4), 7:5    |
| Zwycięzca     | 4. | 7 sierpnia 2022  | Waszyngton                 | Twarda       | Jack Sock          | Ivan Dodig Austin Krajicek    | 7:5, 6:4       |

#### Historia występów wielkoszlemowych w grze pojedynczej
| Turniej          | 2012  | 2013  | 2014  | 2015  | 2016  | 2017  | 2018  | 2019  | 2020  | 2021  | 2022  | 2023  | Wygrane turnieje | Bilans w turnieju |
| ---------------- | ----- | ----- | ----- | ----- | ----- | ----- | ----- | ----- | ----- | ----- | ----- | ----- | ---------------- | ----------------- |
| Australian Open  | 1Q    | 1Q    | 2R    | QF    | 3R    | 2R    | 4R    | 1R    | 4R    | 3R    | 2R    | –     | 0 / 9            | 17–9              |
| French Open      | –     | 2R    | 1R    | 3R    | 3R    | 2R    | –     | –     | –     | –     | –     | –     | 0 / 5            | 5–5               |
| Wimbledon        | –     | –     | QF    | 4R    | 4R    | 1R    | 3R    | 2R    | NH    | 3R    | F     | –     | 0 / 8            | 20–8              |
| US Open          | –     | 1R    | 3R    | 1R    | 3R    | 1R    | 3R    | 3R    | –     | 1R    | QF    | –     | 0 / 9            | 12–9              |
| Wygrane turnieje | 0 / 0 | 0 / 2 | 0 / 4 | 0 / 4 | 0 / 4 | 0 / 4 | 0 / 3 | 0 / 3 | 0 / 1 | 0 / 2 | 0 / 3 | 0 / 0 | 0 / 31           | N/A               |
| Bilans spotkań   | 0–0   | 1–2   | 7–4   | 8–4   | 9–4   | 2–3   | 7–3   | 3–3   | 3–1   | 4–2   | 10–3  | 0–0   | N/A              | 54–31             |

#### Historia występów wielkoszlemowych w grze podwójnej
| Turniej          | 2013  | 2014  | 2015  | 2016  | 2017  | 2018  | 2019  | 2020  | 2021  | 2022  | 2023  | Wygrane turnieje | Bilans w turnieju |
| ---------------- | ----- | ----- | ----- | ----- | ----- | ----- | ----- | ----- | ----- | ----- | ----- | ---------------- | ----------------- |
| Australian Open  | 1R    | –     | 1R    | 1R    | –     | 2R    | 1R    | –     | 2R    | W     | –     | 1 / 7            | 8–5               |
| French Open      | –     | –     | 1R    | 1R    | 3R    | –     | –     | –     | –     | –     | –     | 0 / 3            | 2–3               |
| Wimbledon        | –     | –     | –     | –     | –     | –     | –     | NH    | –     | –     | –     | 0 / 0            | 0–0               |
| US Open          | –     | 1R    | –     | 3R    | 2R    | –     | 2R    | –     | –     | 3R    | –     | 0 / 5            | 6–3               |
| Wygrane turnieje | 0 / 1 | 0 / 1 | 0 / 2 | 0 / 3 | 0 / 2 | 0 / 1 | 0 / 2 | 0 / 0 | 0 / 1 | 1 / 2 | 0 / 0 | 1 / 15           | N/A               |
| Bilans spotkań   | 0–1   | 0–1   | 0–2   | 2–2   | 3–2   | 1–0   | 1–1   | 0–0   | 1–1   | 8–1   | 0–0   | N/A              | 16–11             |

#### Historia występów wielkoszlemowych w grze mieszanej
| Turniej          | 2014  | 2015  | 2016  | 2017  | 2018  | 2019  | 2020  | 2021  | 2022  | 2023  | Wygrane turnieje | Bilans w turnieju |
| ---------------- | ----- | ----- | ----- | ----- | ----- | ----- | ----- | ----- | ----- | ----- | ---------------- | ----------------- |
| Australian Open  | 1R    | –     | 1R    | –     | –     | –     | 2R    | –     | –     | –     | 0 / 3            | 1–3               |
| French Open      | –     | –     | –     | –     | –     | –     | NH    | –     | –     | –     | 0 / 0            | 0–0               |
| Wimbledon        | –     | 2R    | –     | –     | –     | 1R    | NH    | 2R    | –     | –     | 0 / 3            | 2–2               |
| US Open          | –     | 2R    | –     | –     | –     | –     | NH    | –     | –     | –     | 0 / 1            | 1–0               |
| Wygrane turnieje | 0 / 1 | 0 / 2 | 0 / 1 | 0 / 0 | 0 / 0 | 0 / 1 | 0 / 1 | 0 / 1 | 0 / 0 | 0 / 0 | 0 / 7            | N/A               |
| Bilans spotkań   | 0–1   | 2–1   | 0–1   | 0–0   | 0–0   | 0–1   | 1–1   | 1–0   | 0–0   | 0–0   | N/A              | 4–5               |